# Lamteuba Droe
Lamteuba Droe is een bestuurslaag in het regentschap Aceh Besar van de provincie Atjeh, Indonesië. Lamteuba Droe telt 1063 inwoners (volkstelling 2010).